# Татко (филм)
„Татко“ (на английски: Dad) е американска комедийна драма от 1989 г., написан и режисиран от Гари Дейвид Голдбърг, и участват Джак Лемън, Тед Дансън, Олимпия Дукакис, Кати Бейкър, Кевин Спейси и Итън Хоук. Базиран е на едноименния роман, написан от Уилям Уортън, а музиката е композирана от Джеймс Хорнър. Филмът е продуциран от „Амблин Ентъртейнмънт“ и е разпространен от „Юнивърсъл Пикчърс“.